# Coppa di Vietnam 2024-2025
La Coppa di Vietnam 2024-2025 è stata la 33ª edizione della coppa nazionale vietnamita di calcio. La competizione è iniziata il 19 ottobre 2024 ed è terminata il 29 giugno 2025 con la finale. Il Thanh Hóa era la squadra campione in carica, avendo vinto la sua seconda coppa nazionale nell'edizione 2023-2024.
La competizione è stata vinta dal CAHN, che ha conquistato la sua prima coppa nazionale.

## Calendario
Alla competizione prendono parte le 14 squadre della V League 1 e 11 squadre della V League 2.
| Turno            | Date                      | Numero di incontri | Numero di squadre |
| ---------------- | ------------------------- | ------------------ | ----------------- |
| Primo turno      | 19-20 ottobre 2024        | 9                  | 18 → 9            |
| Ottavi di finale | 10-14 gennaio 2025        | 8                  | 16 → 8            |
| Quarti di finale | 29 marzo - 22 aprile 2025 | 4                  | 8 → 4             |
| Semifinali       | 26 giugno 2025            | 2                  | 4 → 2             |
| Finale           | 29 giugno 2025            | 1                  | 2 → 1             |

## Primo turno
| Squadra 1              | Risultato         | Squadra 2         |
| ---------------------- | ----------------- | ----------------- |
| 19 ottobre 2024        |                   |                   |
| Đồng Tháp              | 1 - 0             | Đồng Nai          |
| Ba Ria-Vung Tau        | 1 - 0             | Hue               |
| Troung Tuoi Binh Phuoc | 1 - 0             | LPBank HCMC       |
| Hoa Binh               | 0 - 0 (10-11 dtr) | Ðà Nẵng           |
| 20 ottobre 2024        |                   |                   |
| Long An                | 1 - 4             | Hồng Lĩnh Hà Tĩnh |
| Quảng Nam              | 2 - 4             | Hải Phòng         |
| Khánh Hòa              | 2 - 3             | PVF-CAND          |
| Bình Định              | 2 - 2 (3-4 dtr)   | Bình Dương        |
| CA TP.HCM              | 0 - 0 (3-4 dtr)   | Ninh Bình         |

## Ottavi di finale
| Squadra 1       | Risultato       | Squadra 2              |
| --------------- | --------------- | ---------------------- |
| 9 gennaio 2025  |                 |                        |
| Nam Định        | 1 - 1 (4-5 dtr) | Bình Dương             |
| 11 gennaio 2025 |                 |                        |
| SLNA            | 1 - 0           | Ðà Nẵng                |
| Thể Công        | 2 - 0           | PVF-CAND               |
| 12 gennaio 2025 |                 |                        |
| Ba Ria-Vung Tau | 1 - 1 (2-4 dtr) | Ninh Bình              |
| HAGL            | 1 - 1 (4-3 dtr) | Troung Tuoi Binh Phuoc |
| Hà Nội          | 0 - 0 (3-4 dtr) | Đồng Tháp              |
| 14 gennaio 2025 |                 |                        |
| CAHN            | 2 - 1           | Hồng Lĩnh Hà Tĩnh      |
| 4 marzo 2025    |                 |                        |
| Thanh Hóa       | 0 - 1           | Hải Phòng              |

## Quarti di finale
| Squadra 1      | Risultato       | Squadra 2 |
| -------------- | --------------- | --------- |
| 29 marzo 2025  |                 |           |
| Bình Dương     | 2 - 2 (5-4 dtr) | Ninh Bình |
| 30 marzo 2025  |                 |           |
| SLNA           | 2 - 1           | Đồng Tháp |
| Thể Công       | 2 - 0           | HAGL      |
| 22 aprile 2025 |                 |           |
| Hải Phòng      | 1 - 3           | CAHN      |

## Semifinali
| Squadra 1      | Risultato | Squadra 2  |
| -------------- | --------- | ---------- |
| 26 giugno 2025 |           |            |
| SLNA           | 3 - 2     | Bình Dương |
| CAHN           | 3 - 1     | Thể Công   |

## Finale
| Arbitro: | Usian Bin Jamal |

|  |           |                                                       |
|  | Marcatori | 6’ Quang Hải 38’, 48’, 62’ Alan Grafite 42’ Leo Artur |